# Selecció de rugbi XV femenina de Luxemburg
La selecció de rugbi XV femenina de Luxemburg és la selecció de rugbi a XV femenina que representa Luxemburg en competicions oficials. El primer partit el va disputar el 2007.

## Estadístiques
(Resultats contra seleccions internacionals)
| Oponent   | Primer partit | Jugats | Guanyats | Empatats | Perduts | Percentatge |
| --------- | ------------- | ------ | -------- | -------- | ------- | ----------- |
| Bèlgica   | 1988          | 1      | 0        | 0        | 1       | 0.00%       |
| Finlàndia | 2007          | 1      | 0        | 0        | 1       | 0.00%       |
| Alemanya  | 2007          | 1      | 0        | 0        | 1       | 0.00%       |
| Romania   | 2007          | 1      | 0        | 0        | 1       | 0.00%       |
| Sèrbia    | 2007          | 1      | 1        | 0        | 0       | 100.00%     |
| Total     | 2007          | 5      | 1        | 0        | 4       | 20.00%      |